# Marco Wölfli
Marco Stefan Wölfli (Grenchen, 22 agosto 1982) è un ex calciatore svizzero, di ruolo portiere.

## Carriera

### Club
Cresciuto nel Fulgor Grenchen, passò al Solothurn e successivamente al Young Boys che lo girò in prestito al Thun, squadra in cui ha giocato 14 partite. Tornato al BSC Young Boys, si alterna con Patrick Bettoni. Tuttavia con la cessione di quest'ultimo è diventato il titolare indiscusso fino a inizio dicembre 2013. L'8 dicembre 2013 durante la partita del derby bernese a Thun, si ferisce al tendine, impedendogli di scendere in campo per diversi mesi. Wölfli è sostituito dal giovane Yvon Mvogo. Al rientro dall'infortunio, Wölfli è titolare in Coppa Svizzera.
Dopo il trasferimento di Yvon Mvogo nella RB Leipzig nell'estate 2017, David von Ballmoos diventa il portiere titolare del Young Boys. Nel gennaio 2018, Wölfli torna ad essere il numero 1 fino alla fine della stagione, vincendo il suo primo campionato con i BSC Young Boys. Nella stagione 2018/19, Wölfli torna ad essere nuovamente il numero 2 dietro David von Ballmoos.
Il 30 agosto 2020, pur non giocando, vince la sua prima Coppa Svizzera. Sarà l'ultima partita della sua carriera.

### Nazionale
Ha fatto il suo esordio in nazionale il 19 novembre 2008 in una gara amichevole giocata contro la Finlandia. Il 15 ottobre 2009 ha difeso la porta della Nati nella partita valida per le qualificazioni al Mondiale 2010 contro Israele. 
Nella nazionale è stato il numero 2 dietro a Diego Benaglio per lungo tempo.
Viene convocato per i mondiali del 2010, ma non fu mai utilizzato.
Lascia la nazionale nel 2013.

## Statistiche

### Cronologia presenze e reti in nazionale
| Cronologia completa delle presenze e delle reti in nazionale ― Svizzera | Cronologia completa delle presenze e delle reti in nazionale ― Svizzera | Cronologia completa delle presenze e delle reti in nazionale ― Svizzera | Cronologia completa delle presenze e delle reti in nazionale ― Svizzera | Cronologia completa delle presenze e delle reti in nazionale ― Svizzera | Cronologia completa delle presenze e delle reti in nazionale ― Svizzera | Cronologia completa delle presenze e delle reti in nazionale ― Svizzera | Cronologia completa delle presenze e delle reti in nazionale ― Svizzera |
| Data                                                                    | Città                                                                   | In casa                                                                 | Risultato                                                               | Ospiti                                                                  | Competizione                                                            | Reti                                                                    | Note                                                                    |
| ----------------------------------------------------------------------- | ----------------------------------------------------------------------- | ----------------------------------------------------------------------- | ----------------------------------------------------------------------- | ----------------------------------------------------------------------- | ----------------------------------------------------------------------- | ----------------------------------------------------------------------- | ----------------------------------------------------------------------- |
| 19-11-2008                                                              | Ginevra                                                                 | Svizzera                                                                | 1 – 0                                                                   | Finlandia                                                               | Amichevole                                                              | -                                                                       |                                                                         |
| 11-2-2009                                                               | Basilea                                                                 | Svizzera                                                                | 1 – 1                                                                   | Bulgaria                                                                | Amichevole                                                              | -1                                                                      |                                                                         |
| 14-10-2009                                                              | Ginevra                                                                 | Svizzera                                                                | 0 – 0                                                                   | Israele                                                                 | Amichevole                                                              | -                                                                       |                                                                         |
| 3-3-2010                                                                | San Gallo                                                               | Svizzera                                                                | 1 – 3                                                                   | Uruguay                                                                 | Amichevole                                                              | -3                                                                      |                                                                         |
| 5-6-2010                                                                | Lancy                                                                   | Svizzera                                                                | 1 – 1                                                                   | Italia                                                                  | Amichevole                                                              | -                                                                       | 46’                                                                     |
| 3-9-2010                                                                | San Gallo                                                               | Svizzera                                                                | 0 – 0                                                                   | Australia                                                               | Amichevole                                                              | -                                                                       |                                                                         |
| 8-10-2010                                                               | Podgorica                                                               | Montenegro                                                              | 1 – 0                                                                   | Svizzera                                                                | Qual. Euro 2012                                                         | -1                                                                      |                                                                         |
| 12-10-2010                                                              | Basilea                                                                 | Svizzera                                                                | 4 – 1                                                                   | Galles                                                                  | Qual. Euro 2012                                                         | -1                                                                      |                                                                         |
| 17-11-2010                                                              | Carouge                                                                 | Svizzera                                                                | 2 – 2                                                                   | Ucraina                                                                 | Amichevole                                                              | -2                                                                      |                                                                         |
| 26-3-2011                                                               | Sofia                                                                   | Bulgaria                                                                | 0 – 0                                                                   | Svizzera                                                                | Qual. Euro 2012                                                         | -                                                                       |                                                                         |
| 29-2-2012                                                               | Berna                                                                   | Svizzera                                                                | 1 – 3                                                                   | Argentina                                                               | Amichevole                                                              | -2                                                                      | 46’                                                                     |
| Totale                                                                  |                                                                         | Presenze                                                                | 11                                                                      |                                                                         | Reti                                                                    | -10                                                                     |                                                                         |

## Palmarès

### Club

#### Competizioni nazionali
- Campionato svizzero: 3

Young Boys: 2017-2018, 2018-2019, 2019-2020
- Coppa Svizzera: 1

Young Boys: 2019-2020